# لاله مردابی (ترانه)
«لاله مردابی» (به انگلیسی: Lotus Flower) نام آهنگی از گروه آلترنیتیو راک انگلیسی ردیوهد است که در سال ۲۰۱۱ و به همراه آلبوم پادشاه شاخه‌ها منتشر شد.
نماهنگ سیاه و سفید آهنگ در هجدهم فوریه همان سال منتشر شد که رقص منحصر به فرد تام یورک را در حالی که آهنگ را می‌خواند نشان می‌دهد.نماهنگ به صورت رسمی در شبکه یوتوب گروه قرار داده شد.
نیلوفر آبی اولین بار توسط تام یورک در گروه اتم‌هایی برای صلح و در سال ۲۰۰۹ در لس آنجلس به شکل گیتار سولو و وکال اجرا شد.